# The Elder Scrolls III: Morrowind
The Elder Scrolls III: Morrowind je videohra žánru RPG od společnosti Bethesda Softworks.
Jedná se o třetí díl série The Elder Scrolls (dále jen TES), předchozí díl měl podtitul Daggerfall. Hráč hraje z 3D pohledu první osoby, má ale také možnost přepnout se do pohledu třetí osoby.
Morrowind je název provincie temných elfů (jsou nazýváni Dunmeři, v originále Dark Elves), kde se hra odehrává. Vyznačuje se neotřelým konceptem tzv. „offline/online-rpg“, tedy má všechny atributy masivních on-line RPG her, ale přitom se jedná o hru pro jednoho hráče. Mezi tyto prvky MMORPG patří: velké množství tzv. questů (neboli úkolů, cílů, které postava plní za účelem zisku a slávy), svoboda v rozsáhlém vymodelovaném 3D světě, volná ruka při detailní tvorbě charakteru postavy a mnohé další možnosti.
Série TES byla nechvalně proslulá chybami, což značně znepříjemňovalo zážitek z hraní, ale Morrowind je v tomto ohledu lepší než jeho předchůdci. Důležité je i přidání editačního programu TES: Construction Set, s nímž je možné dotvářet pluginy ke hře; mnoho jich lze stáhnout i z internetu. S nimi je pak možné opravit chyby svépomocí.
Můžete se přidat k několika gildám, např. k válečníkům, mágům, zlodějům či k Temné gildě.
Jejich pobočky jsou v každém větším městě. Plníte pro ně úkoly a postupujete na žebříčcích hodností.

## Příběh
Příběh pojednává o vězňovi z Císařského města (Imperial City) v centrální provincii, který je lodí deportován na ostrov Vvardenfell v provincii Morrowind. Zde je propuštěn - milost mu udělil samotný císař Uriel Septim VII - dostane rozkazy připojit se ke speciálnímu společenství císařských špehů Čepele (Blades). Při plnění úkolů zadávaných místním velitelem Čepelí Caiusem Cosadem postupně zjistí, že jeho příchod zapadá do prastarého proroctví původních obyvatel (Ashlanderů) o znovuzrození legendárního bojovníka a vojevůdce - Indorila Nerevara. Po splnění zkoušek bude uznán za tohoto znovuzrozeného hrdinu domorodými kmeny, šlechtickými rody i samotnou daedrickou princeznou Azurou. Poté je jeho úkolem zabít zlého poloboha Dagoth Ura a jeho přisluhovače, který si chce podmanit obyvatele provincie s pomocí znovuzrozeného boha Akulakhana. Vedle této hlavní linie lze plnit řadu úkolů pro jednotlivé frakce (např. cech bojovníků, cech zlodějů, cech mágů, císařská legie) či úkoly vázané na určitá místa a postavy. Trojice bohů kteří se v Morrowindu uctívají se nazývá Tribunal.

## Rozšíření
Pro původní hru The Elder Scrolls III: Morrowind vyšly datadisky: Tribunal a Bloodmoon.

### Tribunal
Tribunal je první datadisk k Morrowindu. Odehrává se ve městě Mournhold a děj se točí okolo dvou členů tzv. Tribunalu, spolku tří polobohů. Úkolem hráče je vypátrat důvod útoku Temného bratrstva na něj, postupem času se však stane pomahačem polobohyně Almalexie. Datadisk vrcholí smrtí obou zainteresovaných polobohů a hráčovým návratem na Vvardenfell.

### Bloodmoon
Hráč má možnost plavit se na ostrov Soltsheim. Krátce po příjezdu je velitel místní posádky legie unesen vlkodlaky. Hráč s pomocí válečníků Skaalů zjistí, že se s největší pravděpodobností jedná o proroctví Krvavého měsíce (Bloodmoonu). Když ale vesnici Skaalů napadnou vlkodlaci a hráče nakazí lykantropií, jsou dvě možnosti, jak hrát:
1. Hráč se nechá vyléčit a po třech znamení (oheň planoucí ze skleněného oka, příliv žalu a krvavý měsíc) následuje Lovcova hra (Hunter‘s game). Ta také následuje a spolu s velitel legie, náčelníkem Skaalů a tvorem Karstaagem je hráč vyzván deadrickým bohem Hircinem k lovu v labyrintu plném vlkodlaků. Po zabití Lovce (jedné ze tří podob Hircina) je hlavní linie ukončena.
2. Hráč se stává vlkodlakem a úkoly mu zadává Hircine a nakonec ho přenese do svého bludiště a začíná Lovcova hra. Na jejím konci je hráč opět nucen formu Hircina zabít.

### Tamriel Rebuilt (Tamriel-Rebuilt.org)
Toto sice není oficiální datadisk a ani ještě není kompletně hotový (v době psaní této úpravy vyšla prakticky hotová část 1 Telvanis a BETA verze části 2 Anub.Secrets) a až bude jednou dokončen, objeví se vám kolem Vvardenfellu i takzvaná "Mainland" část Morrowindu (pokud se podíváte na mapy Tamrielu zjistíte, že provincie Morrowind se neskládá jenom z hlavního ostrova ale i z pevninské části) a to nejenom velmi kvalitně propracovaná krajina ale i hromady dungeonů, nových questů, možnost vstoupit do "Mainland" verzí cechů i velkých rodů (pouze do toho rodu jehož jste součástí v originální hře.) a to i do na ostrově nepřístupných rodů jako Indoril a Dres. Můžete se těšit například na Města jako Port Telvanis, Necrom, hodně zvětšený a hlavně volně přístupný Mournhold, Silgrad Tower, Black light a mnoho dalších. Velké lákadlo části 2 jsou výborně propracované ruiny Kelam-Ze známé z hojně po ostrově rozšířené knihy, ovšem s ještě nedodělanými questy. (V TR2 ještě nejsou questy téměř nikde.).
Tento mód je zcela zdarma na stažení na Planet of Elder scrolls nebo na TES Nexus.Vyžaduje Datadisky Tribunal a Blodmoon.

## Česká verze hry a další jazyky
Český překlad pro hru a první datadisk Tribunal vydal po dvou letech tým překladatelů Morrowind Czech Team. Team byl rozdělen na dvě skupiny, jedna pracovala na překladu Morrowindu a druhý překládal datadisk Tribunal. Většina členů druhé skupiny se po dokončení překladu Tribunalu později podílela na překladu Morrowindu. Překlad se vyvíjel dva roky a sponzorovala jej společnost Playman.
Překlad datadisku Bloodmoon realizoval po dvou letech práce zbytek z původního teamu překladatelů. Oproti Morrowindu a Tribunalu se povedlo implementovat do překladu diakritiku.
Čeština po vydání obsahovala poměrně hodně chyb, což bylo zaviněno rychlým vydáním vzhledem k velkému tlaku a kritice ze strany veřejnosti. Po nějaké době byla odstraněna většina závažných chyb, zejména ty které zabraňovaly dohrání hlavní linie příběhu. Problémovost češtiny byla zejména komplikována nedokonalostí konstrukce hry, při jejímž vývoji se zřejmě nepočítalo s jinými jazykovými mutacemi a jejich odlišnostmi. Problém při překladu tvořily názvy objektů/buněk, které současně tvořily jednoznačný název objektu a současně zobrazovaný text přímo ve hře (během rozhovoru nebo při jiném dialogu). Překlad hry proto umožňuje hrát jen samotnou hru s jejími datadisky a pluginy, které jsou překladem oficiálně podporovány. Nepodporované pluginy jsou buď nefunkční, nebo mohou negativně ovlivnit překlad hry.
Hra The Elder Scrolls III: Morrowind také vyšla ve francouzštině. Ruská verze Morrowindu vznikla podobně jako český překlad.